# Mayra Alejandra
Mayra Alejandra, pseudonimo di Mayra Alejandra Rodríguez Lezama (Caracas, 7 maggio 1958 – Caracas, 17 aprile 2014), è stata un'attrice venezuelana.
Già popolare in Venezuela tra la fine degli anni settanta e l'inizio degli anni ottanta per le sue interpretazioni nel cinema e nella tv, con la telenovela Leonela (1984) raggiunse il successo internazionale.

In Italia è conosciuta come la protagonista di Leonela ma anche di altre telenovelas venezuelane degli anni ottanta tra cui Marta e Luisana mia, tutte trasmesse dai circuiti locali, e di quelle argentine Una donna in vendita e Valeria, programmate la prima volta da Rete 4 nei primi anni novanta.

## Biografia
Mayra Alejandra era figlia dell'attore Charles Barry e dell'autrice di telenovelas Ligia Lezama, i quali divorziarono quando lei aveva solo cinque anni. Aveva tre fratelli: Carlos Alberto, Suyin Rosa (ex attrice) e Juan Carlos Barry (comico, nato dalle seconde nozze del padre).
All'età di 17 anni, vedendo in tv la telenovela Valentina (1975), disse a sua madre che le sarebbe piaciuto prendere parte al cast. In seguito a un provino, ottenne il piccolo ruolo di una cameriera che le diede la possibilità di farsi notare. Terminate le riprese, le offrirono già la sua prima parte da protagonista in Angélica (1976) al fianco dell'attore e cantante José Luis Rodríguez, meglio conosciuto come "El Puma". Era l'inizio di una lunga carriera in televisione che l'avrebbe vista protagonista di una trentina di produzioni.
Dei suoi lavori degli anni settanta molto significativa fu La hija de Juana Crespo (1977), una telenovela rosa ma con contenuto sociale, con cui diede saggio delle sue capacità recitative. Secondo la stessa attrice, alla gente piaceva la spontaneità e la naturalezza con cui si muoveva e parlava il suo personaggio perché fino a quel momento le recitazioni erano molto stereotipate.
Il 1978 è l'anno del suo debutto nel cinema con un film del regista venezuelano Román Chalbaud, Carmen la que contaba 16 años, una versione libera della novella Carmen di Prosper Mérimée e dell'opera omonima di Georges Bizet. La sua era una Carmen venezuelana, tropicale, che riscosse molti consensi ed è tra i ruoli più significativi della sua carriera.
Nel 1980 si sposò con il suo professore di letteratura francese, Bertrand Levergeois, che aveva conosciuto quando, tra un lavoro e l'altro, frequentava un corso di francese alla Sorbona, prestigiosa Università parigina. Ma il matrimonio durò poco.
Delle numerose telenovelas di cui fu protagonista nei primi anni ottanta, Luisana mia (1981), scritta dalla madre Ligia Lezama, è tra quelle che ebbero maggior successo, in cui lei era Luisana, giovane sposa di un uomo patologicamente geloso e sessista interpretato da Jean Carlo Simancas.
Nel 1982 si legò sentimentalmente al cantante rock Jorge Spiteri e lo stesso anno debuttò come cantante.
Alla fine del 1983 era impegnata nelle riprese di quella che è la sua telenovela più famosa, Leonela, al fianco di Carlos Olivier, suo partner già in altre tre telenovelas: Marta, Capriccio e passione e Cuori nella tempesta. Leonela, scritta dalla cubana Delia Fiallo, grazie anche alla polemica che si scatenò per i temi forti trattati quali la violenza carnale, l'aborto, l'uso di droghe, ebbe un grande successo non solo in Venezuela ma anche nel resto dell'America Latina (compresi gli Stati Uniti di lingua spagnola) e in Europa, tra cui l'Italia.
Nel 1986 era nelle sale cinematografiche con il suo secondo e ultimo film, Manon, diretta nuovamente da Román Chalbaud, che ancora una volta le assegnava un personaggio di "femme fatale" tratto dalla letteratura francese – in questo caso da Manon Lescaut dell'abbé Prévost – e dall'opera. Mayra Alejandra era Manon, una donna ambiziosa che seduceva un seminarista trascinandolo in una vita di lusso e sregolatezza. Il film fu un grande successo al botteghino.
Intanto le giungevano offerte di lavoro anche dall'estero: al culmine della popolarità in Italia fu chiamata per interpretare una serie intotolata Passioni però le riprese vennero interrotte perché sorsero problemi di produzione, ma ne registrò comunque il primo episodio pilota. Durante questa trasferta partecipò come ospite al Maurizio Costanzo Show e in seguito lavorò in Colombia e soprattutto in Argentina.
Nel periodo argentino (1986–1988) visse una storia d'amore con l'attore messicano Salvador Pineda, con cui arrivò a un passo dal matrimonio. Nonostante il loro rapporto subisse degli alti e bassi ebbero un figlio, Aarón Salvador, che nacque il 27 marzo 1989. Pineda lo riconobbe, ma lasciò alla madre la responsabilità di crescerlo.
All'inizio degli anni novanta riprese a lavorare a pieno ritmo: nel 1991 fu la protagonista di una coproduzione ispano–venezuelana, La mujer prohibida, accanto ad Andrés García e Fernando Carrillo, mentre nel 1993 tornò al fianco di Carlos Olivier in una telenovela giovanile intitolata Amor de papel. Girò svariati film per la televisione, poi decise di allontanarsi nuovamente dalla TV. L'attrice dirà in seguito che lo aveva fatto principalmente per dedicarsi alla crescita di suo figlio. Durante il periodo di inattività si sposò – nel 1994 – con un medico, Julio Macillanda, dal quale però divorziò dopo solo un anno, poi visse in varie città tra cui Madrid, e infine si installò nella città venezuelana di Mérida.
Tornò al lavoro nel 2000 con un ruolo di "cattiva" nella telenovela Hechizo de amor. Seguirono altre produzioni televisive ormai sempre con ruoli di donna matura.
Gli ultimi suoi lavori sono stati: una pièce teatrale di successo, A 2,50 la Cubalibre (2009), dove interpretava "La Sabrosa", una delle cinque prostitute protagoniste che si muovevano tra le luci soffuse e la musica di sottofondo di un Teatro Bar; e una telenovela che invece si rivelò un flop, Harina de otro costal (2010), una storia basata su Romeo e Giulietta di William Shakespeare ma raccontata in toni di commedia, in cui era la pittoresca madre della protagonista.
Nel corso della sua carriera ricevette vari premi nel suo Paese come Meridiano de Oro, El Guaicapuro de Oro, Dos de Oro e Mara de Oro. Nel 1986 in Colombia le fu consegnato il premio India Catalina come "miglior attrice internazionale" per Leonela. Il 27 marzo 2014 la Fondazione Casa del Artista le conferì un riconoscimento in occasione dell'"Omaggio ai grandi del teatro e della televisione del Venezuela".
Morì il 17 aprile 2014, cinquantacinquenne, in un ospedale oncologico di Caracas, per un cancro ai polmoni contro cui lottava da più di due anni; l'urna con le sue ceneri è sepolta nel Cementerio del Este di Caracas.

## Televisione

### Telenovelas
- Valentina – telenovela (1975) – Mayrita
- Angélica – telenovela (1976) – Angélica
- Carolina – telenovela (1976) – Carolina Villacastín
- Tormento – telenovela (1977) – Amparo
- La hija de Juana Crespo – telenovela (1977) – Diana
- Residencia de señoritas – telenovela (1978) – Violeta
- Piel de zapa - telenovela (1978) - Paulita
- Mariela Mariela – telenovela (1979) – Mariela
- El ángel rebelde – telenovela (1979) – María Soledad
- El esposo de Anaís – telenovela (1980) – Anaís Olivieri
- La provinciale (Rosa Campos provinciana) – telenovela (1980) – Rosa Campos
- Luisana mia (Luisana mía) – telenovela (1981) – Luisana Narval
- Amada mía – telenovela (1981) – Isabela
- Barbarita – telenovela "inconclusa" (1982) – Barbarita
- Marta (Marta y Javier) – telenovela (1982) – Marta Galvan
- Capriccio e passione (Jugando a vivir) – telenovela (1982) – Vittoria La Rosa
- Cuori nella tempesta (Bienvenida Esperanza) – telenovela (1983) – Esperanza Acuña
- Leonela (Leonela) – telenovela (1983) – Leonela Ferrari
- Leonela (Miedo al amor) - telenovela "seconda parte di Leonela" (1984) - Leonela Ferrari
- Camila - miniserie colombiana (1985) - Camila
- Juegos prohibidos - miniserie argentina (1986) - Sandra
- Una donna in vendita (Mujer comprada) – telenovela argentina (1986/1987) – Angelica Vilar
- Valeria (Valeria) – telenovela argentina (1987/1988) – Valeria Montiel
- Passioni - miniserie italiana "unitario pilot" (1989) - Anna Ronchi
- La mujer prohibida – telenovela ispano-venezuelana (1991) – Irene Rivas
- Amor de papel – telenovela (1993) – Adela
- Hechizo de amor – telenovela (2000) – Raquela de Valderrama
- Estrambótica Anastasia – telenovela (2004) – Yolanda Paz
- Con toda el alma - telenovela (2005) - Isabel Morelli
- Camaleona – telenovela (2007) – Amapola "Pola" Rivas
- Harina de otro costal – telenovela (2010) – Carmencita de Fernández

## Cinema
- Carmen la que contaba 16 años, regia di Román Chalbaud (1978) – Carmen
- Manon, regia di Román Chalbaud (1986) – Manon

## Teatro
- La Pinta de la Niña o la Santa María
- Ardèle o la margarita, di Jean Anouilh (1976)
- A 2,50 la Cubalibre, di Ibrahim Guerra, adattamento e regia di Luis Fernández, Teatro Las Mercedes di Caracas (2 settembre 2009)[29]

## Doppiatrici italiane
Nelle versioni in italiano delle sue telenovelas, Mayra Alejandra è stata doppiata da:
- Cinzia De Carolis in Luisana mia, Capriccio e passione[30]
- Cristina Boraschi in Marta, Cuori nella tempesta, Leonela[31]
- Marina Thovez in Una donna in vendita, Valeria[32]
- Antonella Rendina in La provinciale
- Marzia Villani in Passioni